# هيروكو شيميزو
هيروكو شيميزو (باليابانية: 清水弘子؛ بالكانا: しみず　ひろこ) هي لاعبة البولنغ ‏ يابانية، ولدت في 15 مارس 1977 في تشيبا في اليابان.